# Erich Selbmann

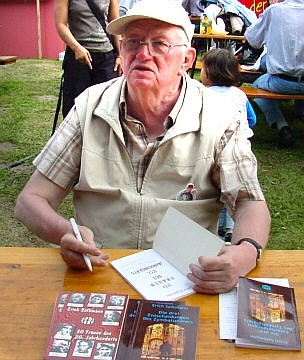
Erich Selbmann im Sommer 2003 auf dem UZ-Pressefest

Erich Selbmann (* 2. September 1926 in Lauterbach, Hessen; † 29. April 2006 in Berlin) war ein deutscher Journalist.

## Leben
Selbmann wurde 1926 als Sohn des kommunistischen Parteifunktionärs und späteren Wirtschaftsministers der DDR, Fritz Selbmann, geboren. Er wuchs als Sechsjähriger nach dem frühen Tod seiner Mutter und während der politischen Haft des Vaters bei Freunden auf. Dort wurde er auch Mitglied einer Widerstandsgruppe.
Als Jugendlicher kam er 1944 zur deutschen Wehrmacht, dann in sowjetische, später in polnische Kriegsgefangenschaft.
Nach seiner Rückkehr 1946 begann er ein Studium der Publizistik und erhielt danach eine Stelle beim Mitteldeutschen Rundfunk. Von 1953 bis 1955 fungierte Erich Selbmann als Chefredakteur beim Deutschlandsender und wurde drei Jahre später zum Intendanten des Berliner Rundfunks ernannt. Seine nun folgende politische Tätigkeit währte von 1959 bis 1964, indem er als Sekretär für Agitation und Propaganda der SED-Bezirksleitung in Berlin arbeitete. Von 1963 bis 1967 war er auch Mitglied der Stadtverordnetenversammlung von Berlin. Von 1964 bis 1966 hatte er ein Büro als Auslandskorrespondent in Moskau und leitete später von 1966 bis 1978 als Chefredakteur der Aktuellen Kamera einen wichtigen Bereich des DDR-Fernsehens. Bis zum Fall der Mauer 1989 war Selbmann stellvertretender Vorsitzender des Staatlichen Komitees für Fernsehen und Leiter des Bereichs Dramatische Kunst.

## Auszeichnungen
- 1976 Orden Banner der Arbeit Stufe I[1]
- 1986 Nationalpreis der DDR I. Klasse für Kunst und Literatur[2]

## Schriften
- Der Degen des großen Korsen, Ein Journalist erzählt Verlag Neues Leben 1973
- Briefe aus Moabit von Heinz Keßler, Erich Selbmann, Knut Holm, Gerhard Holtz-Baumert (Herausgeber) ISBN 3-928999-28-1
- Lebensworte: Alte Texte neu gelesen. Ein antifa-Lesebuch ISBN 3-935445-60-1
- Die drei Entscheidungen des Zymbal Spielers ISBN 3-933544-70-X
- 20 Männer des 20. Jahrhunderts ISBN 3-933544-82-3
- 20 Frauen des 20. Jahrhunderts ISBN 3-933544-57-2
- Parteitag der Erbauer des Kommunismus von Erich Selbmann, Werner Goldstein (1966)
- Der Prozess. 527-10/92 - Strafsache gegen Honecker und andere (1993) ISBN 3-928999-15-X
- Der achte Mai 1945. Ende und Anfang (1995) ISBN 3-929161-32-X
- Die vielen Gesichter des Widerstands (1995) ISBN 3-928999-44-3
- DFF Adlershof, Wege übers Fernsehland (1998) ISBN 3-932180-52-6